# 岡太神社 (越前市粟田部町)
岡太神社（おかふとじんじゃ）は、福井県越前市粟田部町にある神社。毎年2月11日に神事・蓬莱祀（おらいし）が行われ、国の記録作成等の措置を講ずべき無形の民俗文化財（国の選択無形民俗文化財）に選択されている。謡曲「花筐」ゆかりの地としても知られる。

## 歴史
社伝によると、継体天皇が即位前の男大迹皇子の時代に、当地の水害を憂い、三大河川の九頭竜川、足羽川、日野川の治水をしたとされる。このとき、建角身命・国挟槌尊・大己貴命の三柱をこの地に奉祀し岡太神社と称したと伝わる。または、雄略天皇以前の時代に、建角身命・国挟槌尊・大己貴命の三柱をこの地に奉祀し、当初「岡太の宮」、あるいは「玉穂宮」と称し鎮座したと伝わる。男大迹皇子は、粟や麻などの栽培、紡織を奨励し食住環境の改善に力を注いだとされる。
延喜式神名帳に記載の旧・今立郡十四座中では最も古い社である。
養老2年（718年）に泰澄大師が巡錫のさいに、当社へ訪れ仏像2像を勧進し神仏同座とし、社名を「玉穂宮白山三社大権現神社」として崇めることとなった。
明治5年（1874年）の神仏分離令により社名を県社・岡太神社と改めるが、明治6年（1873年）の大火により社殿が消失し、明治35年（1902年）に再建される。
明治41年（1908年）4月には、神饌幣帛料供進神社に指定された。
また明治43年（1910年）3月に、貴船神社、天神社、金刀比羅神社、秋葉神社、八幡神社、稲荷神社の6社を合祀し、大正5年（1916年）1月に境内神社（彦主人王宮）を合祀している。

## 祭神
以下の祭神が祀られている。
主祭神
- 建角身命
- 国狭槌命
- 大己貴命

相殿
- 継体天皇
- 彦主人王[4] - 第15代応神天皇の玄孫で、第26代継体天皇の父。
- 他十二柱

## 境内
一の鳥居からすぐに拝殿があり、拝殿の両側方に参道があり、拝殿後方の1段高い場所へ繋がり神輿殿がある。神輿殿よりさらに後方の1段高い場所に2の鳥居、3の鳥居、神門、本殿と続く。
- 一の鳥居
- 拝殿
- 神輿殿
- 本殿

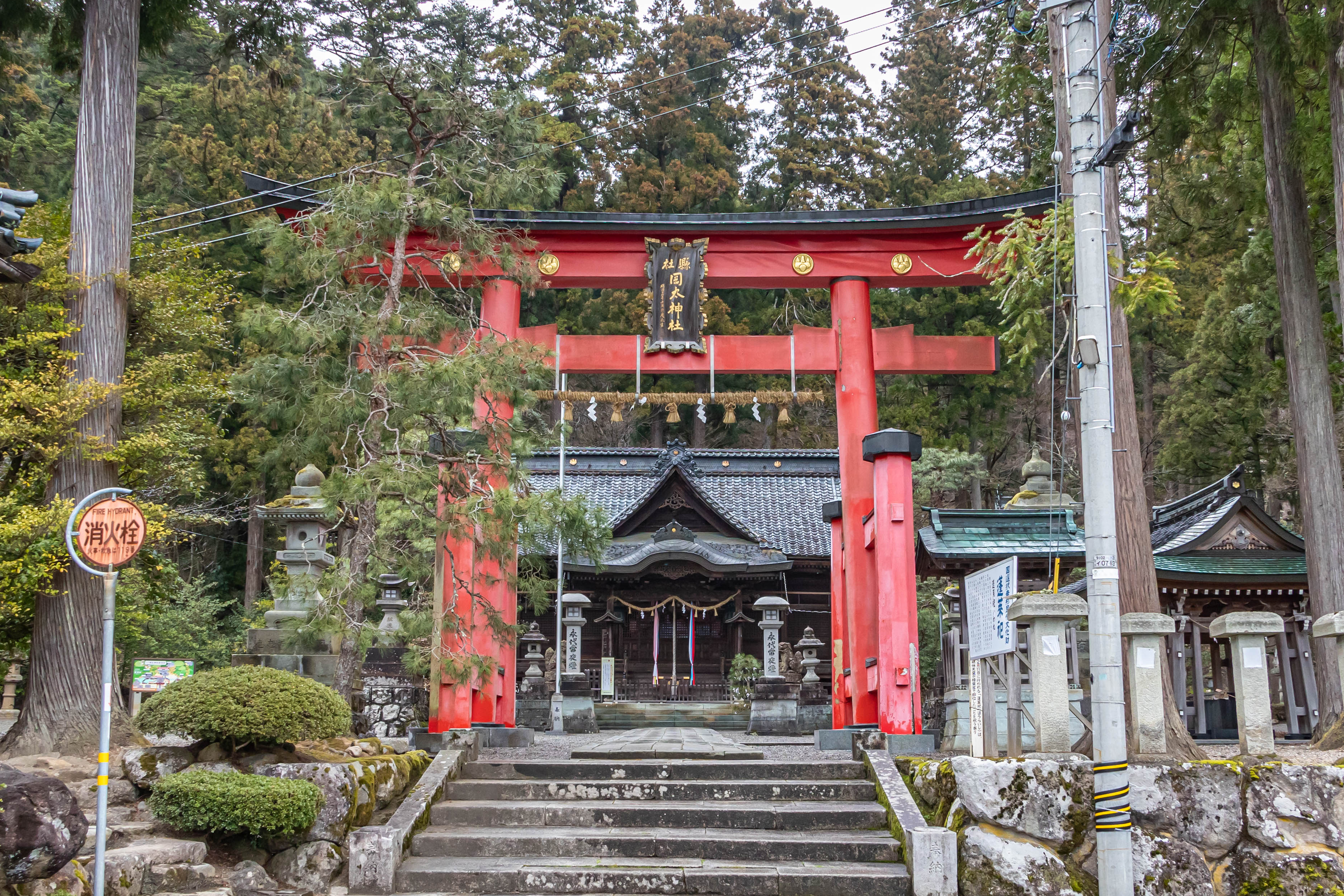
一の鳥居と奥に拝殿
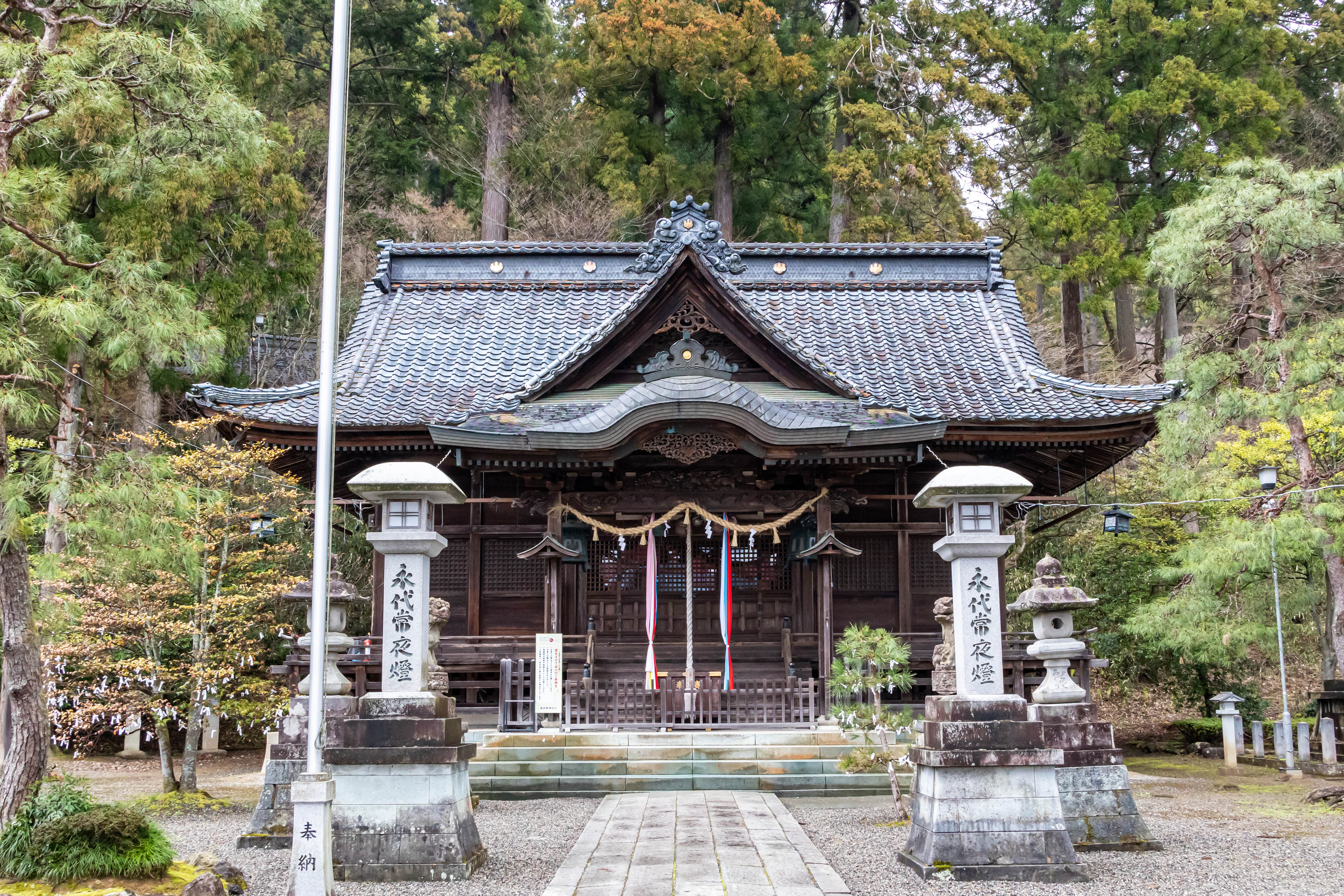
拝殿
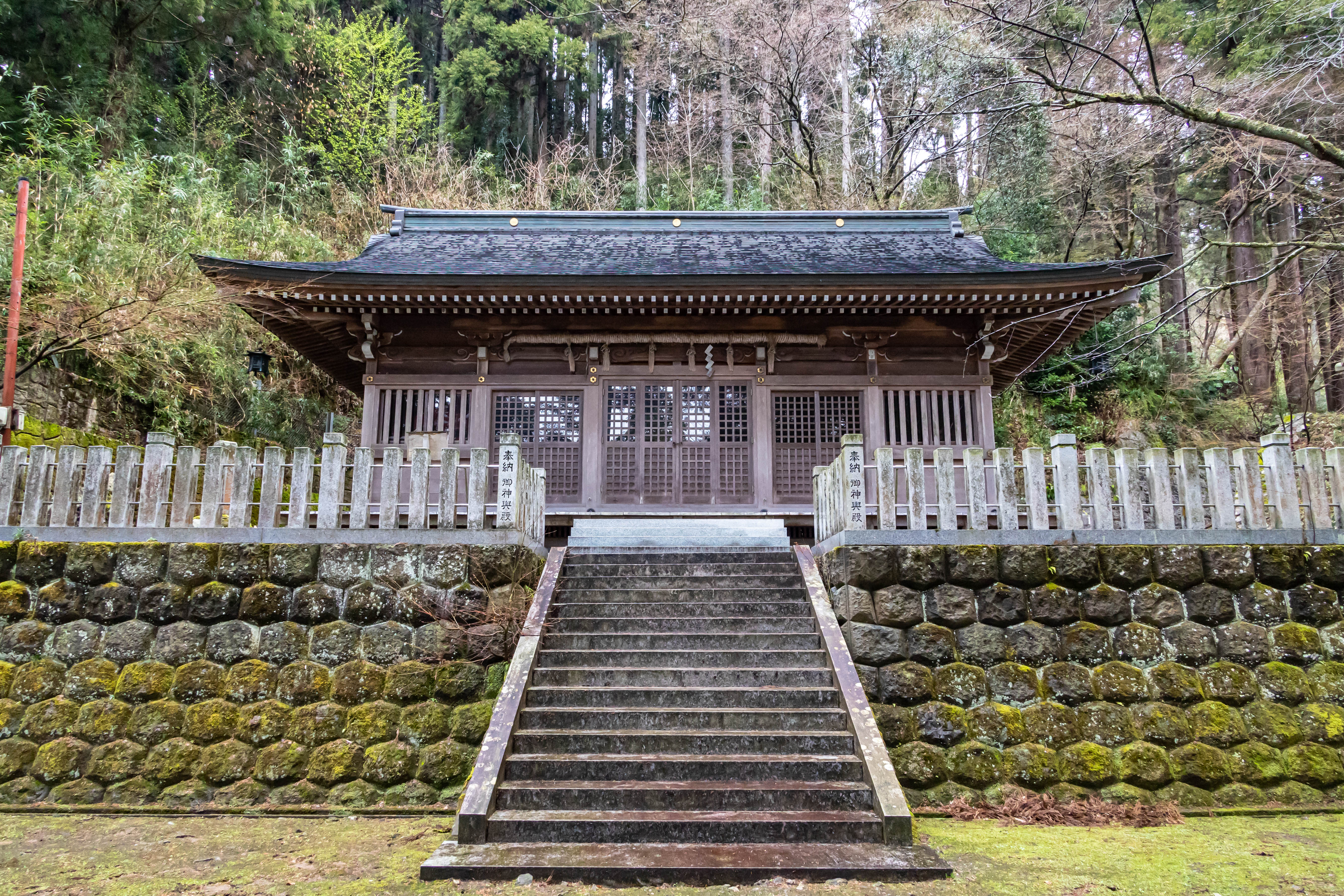
神輿殿
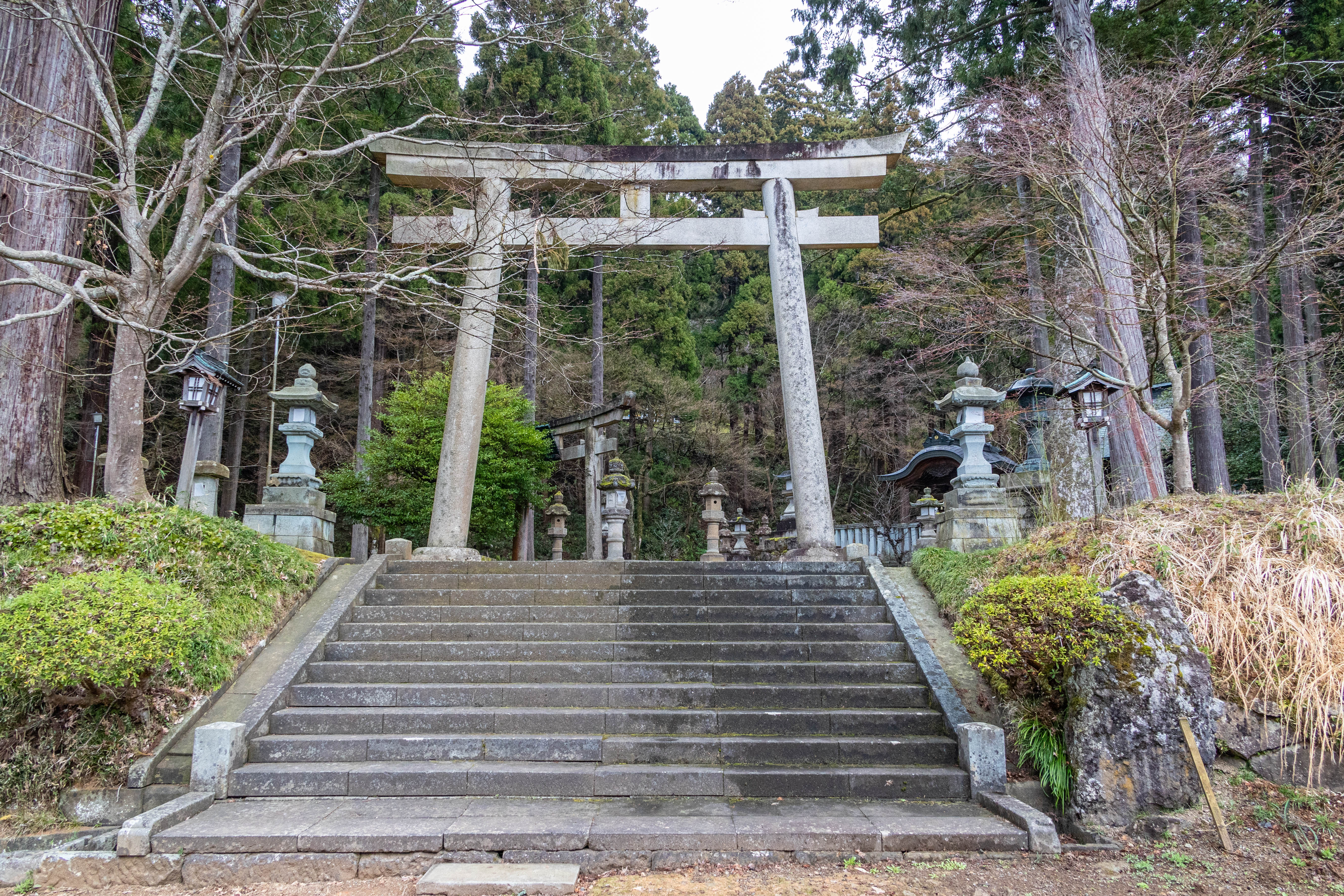
二の鳥居
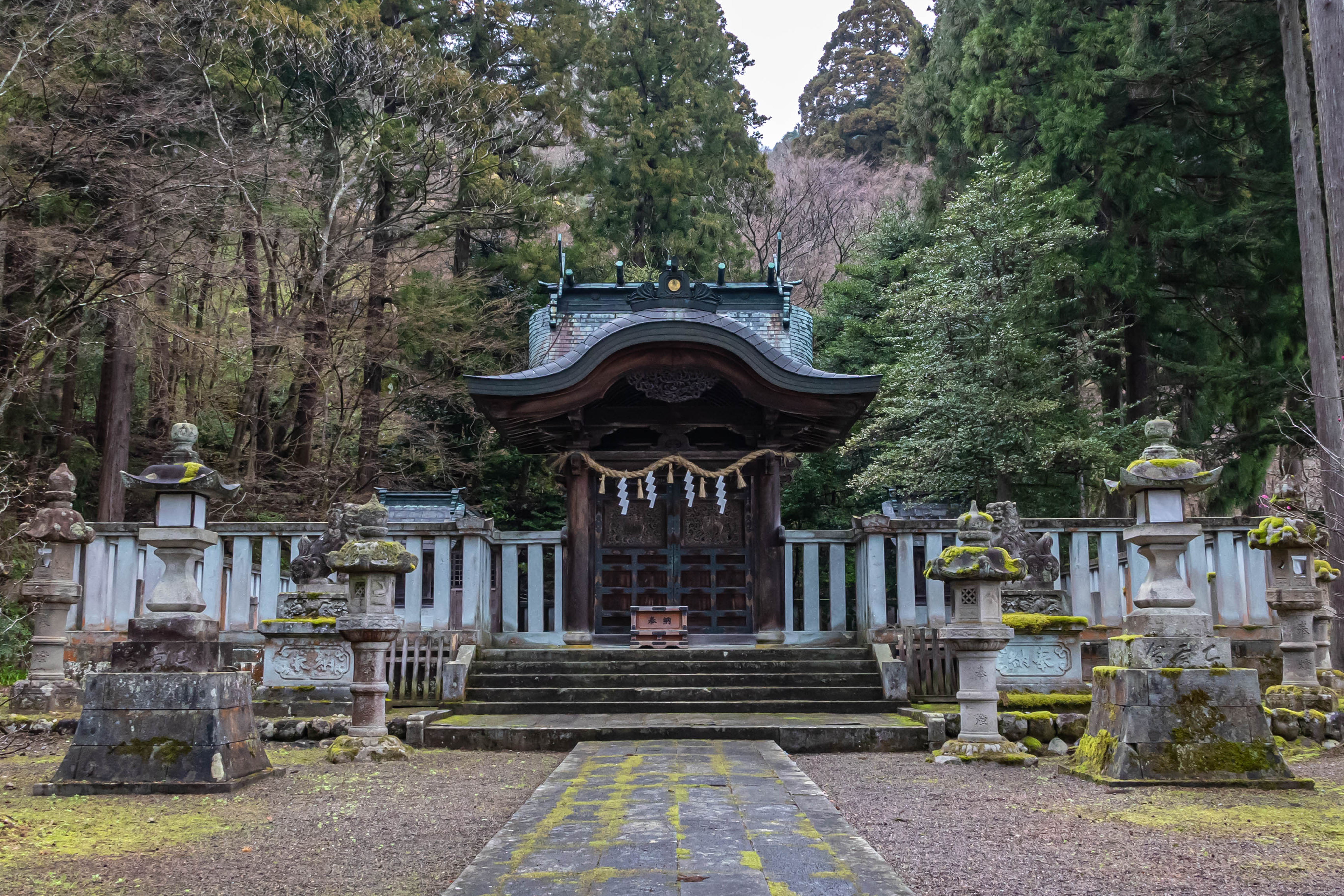
神門と本殿周囲を囲う玉垣

境内社
- 神明宮
- 稲荷社
- 他

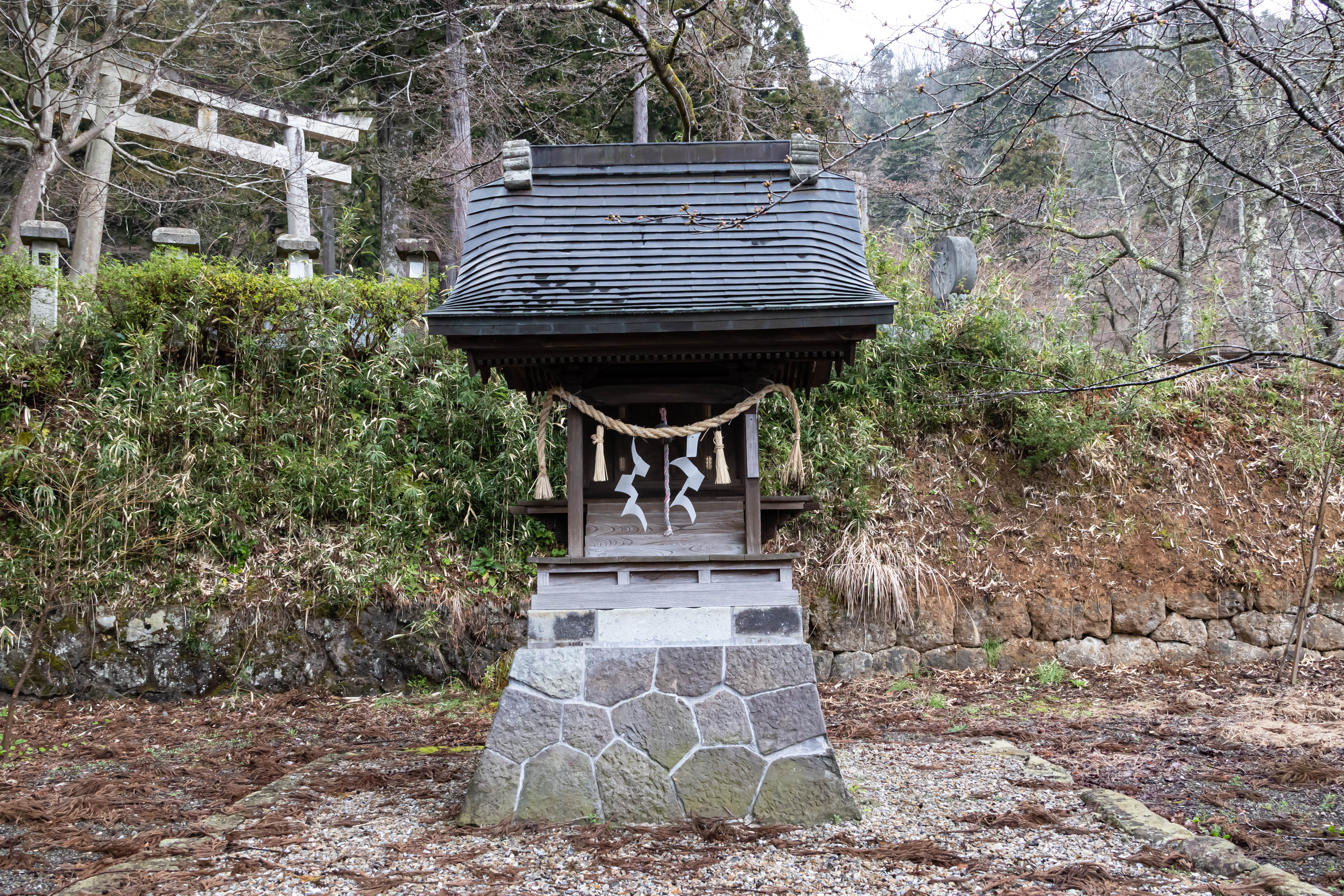
境内社 神明宮
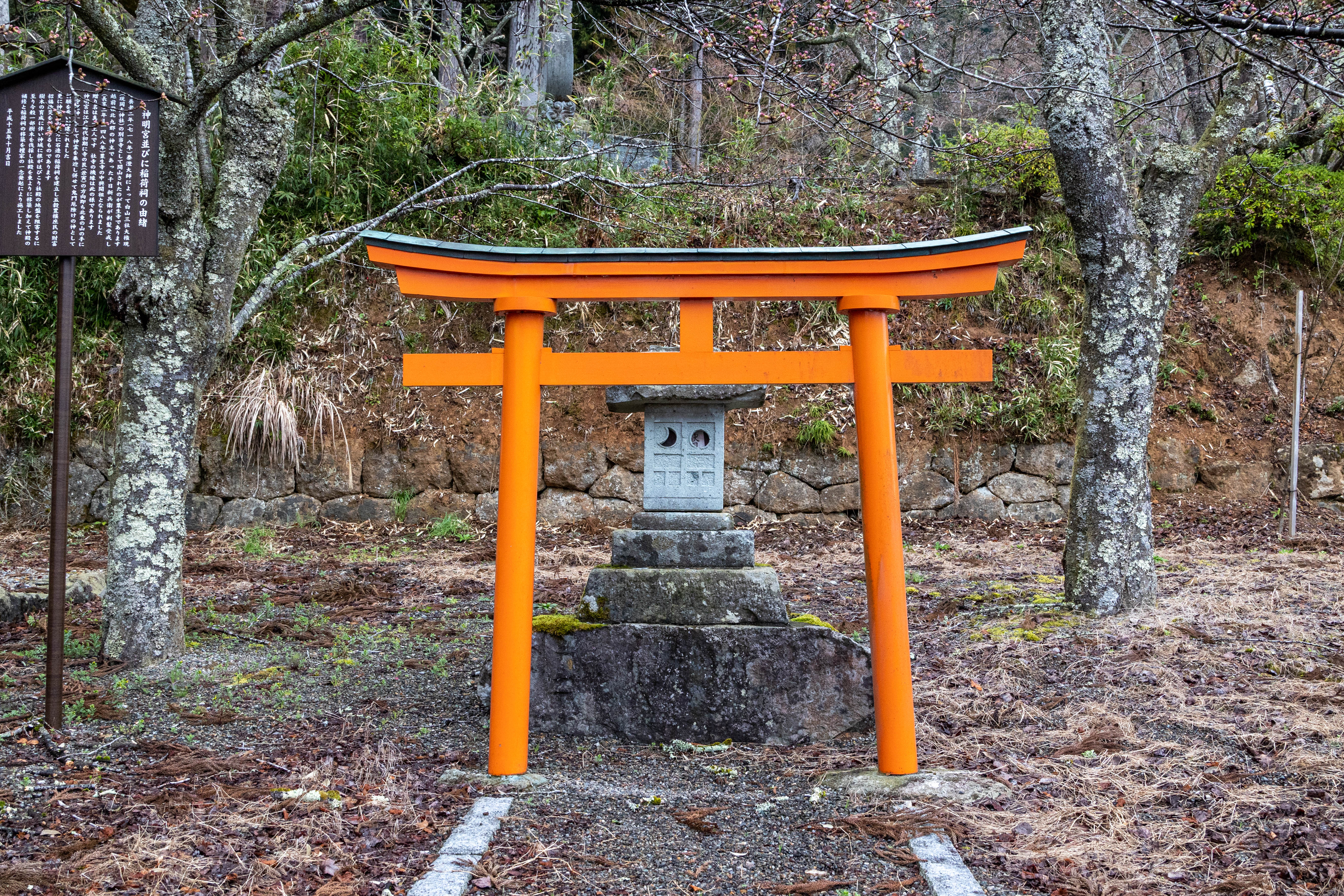
境内社 稲荷祠

## 神事
1月11日 - 左義長
寒中の火の行事で家内安全、無病息災、開運などを祈願する。
かつては岡太神社拝殿前、本町上の辻、本町下の辻の3ヶ所で行っていたが、天保10年（1840年）から、岡太神社拝殿前1ヶ所に併合された。戦後は厄年の男女が当番となり、約15メートルの杉柱を中心に立て、松、竹、藁などを巻き付け土台を作り、正月に使用した門松などの松飾りを持ち寄り、厄年の女が火打ちを寄進し、子供は書道の作品などを作り、柱に飾り付ける。神官の大祓の後、どんど焼きをする。現在は岡太神社境内に隣接する花筺公園で催行されている。
2月9日 - 市祭り（小判買い）
貨幣交換の神事。氏子が、米粉で作られた黄金色と白銀色の小判を「10万両、100万両」と景気よく呼び声をかけながら買う風習。小判購入者には中央に菊理媛、左右に恵比寿、大黒天の両像の木彫の御札が配られる。 小判と御札は、自宅の神棚に供え、商売繁盛、家内安全を祈る。寛弘5年（1008年）に始められ約1000年余り継承されている神事である。
2月10日 - 徳日参り
拝殿に木造「聖観音立像」が安置され、午前0時-7時に参詣し、無病息災、家内安全、訴願成就を祈願する。 この仏像は大野郡の篠座神社より当社へ遷したとされ、平安時代作と伝わる。越前市指定文化財。
2月11日 - 蓬莱祀
約1500年前に継体天皇の即位を祝い、境内後方の三里山を中国・神仙思想の蓬莱山にみたて山車を飾り、五穀豊穣と国家安全を祈ったのが始まりとされる伝統行事。（文化財で詳述）
10月12日・13日・14日 - 秋季例祭
12日・13日に、継体天皇が大和の磐余玉穂の宮に遷都された日を祝って迹王の餅（堂の餅）を供する神事が行われる。男大迹皇子から餅をいただいた伝承があり、堂の餅を迹王の餅と呼んでいる。

## 文化財
国選択無形民俗文化財
- 粟田部の蓬莱祀 - 2005年（平成17年）2月21日選択[7]。

粟田部の蓬莱祀は、1500年ほど前から始まったとされ、旧・今立町の粟田部地区に伝わる小正月の行事である。木製の大きなそり状の修羅とよばれる山車の上に、餅花、御幣、鏡餅などを飾り付け、五穀豊穣、国家安寧、無病息災を祈願し、音頭取りの歌、太鼓囃子とともに山車を曳き回す。
かつては地区の商人などの財産家や有力者の中からクジ引きで当番を決め、当番が中心となり行事が営まれてきた。現在は、粟田部地区の氏神である岡太神社の氏子の長老格の男性で構成される岡太神社敬正会と壮年層の男性を中心に構成される粟田部壮年会を中心に催行されている。明治6年（1873年）の改暦以前は1月13日が祭日であったが、改暦以後は2月13日となり、昭和59年（1984年）からは、建国記念の日の2月11日に山車の曳き回しを行い、13日に莱祀祭が行われている。
過去に文献においては、文化12年（1815年）の『越前国名蹟考』に、賑やかな蓬莱祀の様子が絵図とともに記録され、岡太神社所蔵の文書には天正年間における蓬莱祀の記録が残り、古くから行われてきた行事であると窺える。また藩政時代には福井藩から神幸の警護として役員4名が派遣され、通行止めの御札を建てたと記録に残る。
由来には諸説ある。
- 継体天皇が即位説

粟田部は継体天皇が即位前の、男大迹皇子（おおとのおうじ）時代の居留地であるとの伝承があり、男大迹皇子が天皇即位にあたり使者が粟田部に訪れたが、継体天皇即位の行幸を祝い、使者が訪れた日の旧暦正月13日に始められたと伝わる。
- 蓬莱山（ほうらいさん）説

岡太神社裏山の三里山を中国の神仙思想で説かれる蓬莱山に見立てて山車を飾り立てて祝ったことに由来するともいわれている。
- 耒耜（らいし）説

中国の歳時記「月令」によると、天子が立春の吉日に古代中国の農具「耒耜」を用い、大地を耕す農耕始めの儀式を行っていたが、この儀式を継体天皇が粟田部の田で行っていたとする説もある。
国の登録記念物
- 花筐公園 - 2007年（平成19年）7月26日登録[12]。

岡太神社境内とその背後にある傾斜地を含む範囲が登録されており、江戸時代末期から桜の名所として知られる。園内にある福井県天然記念物の薄墨桜（樹齢600年以上）は、継体天皇の御手植えとされ、最愛の女性・照日の前に形見として残したものと伝わる。
市の無形民俗文化財
- 堂の餅 附 関連資料18点 - 2016年（平成28年）8月8日指定[14]。

## 交通
- ハピラインふくい武生駅から福鉄バス「花筐公園口」下車徒歩5分。